# María del Monte Carmelo

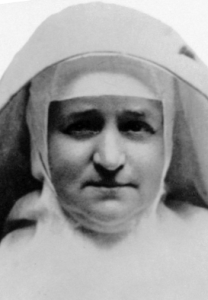
María del Monte Carmelo

María del Monte Carmelo (Geburtsname: Maria Carmela Salles y Barangueras, * 9. April 1848 in Vic, Spanien; † 25. Juli 1911 in Madrid) war eine katholische Ordensgründerin.
Maria Carmela, die mit Ordensnamen Maria del Monte Carmelo hieß, gründete 1892 in Burgos die Kongregation der Missionarinnen der Unbefleckten Empfängnis Marias für den Unterricht, die sich vor allem um die Ausbildung von Frauen kümmern. Im selben Jahr erteilte der Erzbischof von Burgos der Gemeinschaft die erste kirchliche Bestätigung und wählte Maria del Monte Carmelo als Generaloberin auf Lebenszeit.
Sie wurde im März 1998 von Papst Johannes Paul II. seliggesprochen. Ihr liturgischer Gedenktag ist der 6. Dezember.
Im März 2025 erfolgte die Ankündigung der Heiligsprechung durch Papst Franziskus.